# Retrosynteza
Retrosynteza – to teoretyczna procedura poszukiwania sposobu otrzymania złożonego związku chemicznego poprzez dzielenie jego struktury na podjednostki, o których wiadomo, że można je łatwo otrzymać (tzw. syntony).
W ramach retrosyntezy wyszukuje się w strukturze związków chemicznych potencjalnych syntonów, a następnie projektuje się „od tyłu” potencjalny ciąg reakcji, mający doprowadzić do otrzymania tego związku:
związek docelowy ⟹ A ⟹ B ⟹ substrat
Aby odróżnić zapis retrosyntetyczny od zapisu rzeczywistych reakcji chemicznych, stosuje się tzw. strzałkę retrosyntetyczną (⟹), którą należy rozumieć jako „prawdopodobnie można otrzymać z”.
Rozumowanie retrosyntetyczne zapisuje się w formie ciągu potencjalnych reakcji chemicznych pisanych „wstecz”, tj. od produktu do substratu, przy czym całkowicie pomija się kwestię czy reakcje te są w praktyce wykonalne. Dopiero po zakończeniu analizy retrosyntetycznej prowadzi się dalsze rozumowanie, mające ustalić jaki rodzaj reakcji chemicznych miałby prowadzić do rzeczywistej wykonalności syntezy.
Na ogół, aby uzyskać ciąg retrosyntetyczny, który jest praktycznie wykonalny, rysuje się kilka-kilkanaście dróg syntezy, z których wybiera się tę potencjalnie najłatwiejszą bądź najtańszą do wykonania. W przypadku złożonych związków chemicznych potencjalnych dróg syntezy może być bardzo wiele, co powoduje, że do poszukiwania optymalnych ekonomicznie metod otrzymywania związków stosuje się specjalistyczne programy komputerowe.